# Білоозерська сільська рада
Білоозе́рська сільська рада (рос. Белоозёрский сельский совет) — муніципальне утворення у складі Гафурійського району Башкортостану, Росія. Адміністративний центр — село Біле Озеро.

## Населення
Населення — 2678 осіб (2019, 3163 в 2010, 3566 в 2002).

## Склад
До складу поселення входять такі населені пункти:
| Населений пункт              | Населення, осіб (2002) | Населення, осіб (2010) |
| ---------------------------- | ---------------------- | ---------------------- |
| Антоновка, село              | 652                    | 592                    |
| Біле Озеро, село             | 1454                   | 1325                   |
| Білоозеровка, присілок       | 42                     | 28                     |
| Воїновка, присілок           | 130                    | 108                    |
| Дар'їно, присілок            | 296                    | 250                    |
| Дмитрієвка, присілок         | 135                    | 127                    |
| Івановка, село               | 80                     | 59                     |
| Лугова, присілок             | 121                    | 126                    |
| Руський Саскуль, присілок    | 395                    | 338                    |
| Соф'їно, присілок            | 20                     | 6                      |
| Татарський Саскуль, присілок | 222                    | 194                    |
| Уваровка, присілок           | 19                     | 10                     |